# Патернела (Палермо)
Патернела је насеље у Италији у округу Палермо, региону Сицилија.
Према процени из 2011. у насељу је живело 206 становника. Насеље се налази на надморској висини од 67 м.